# Staffeldt (Adelsgeschlecht)

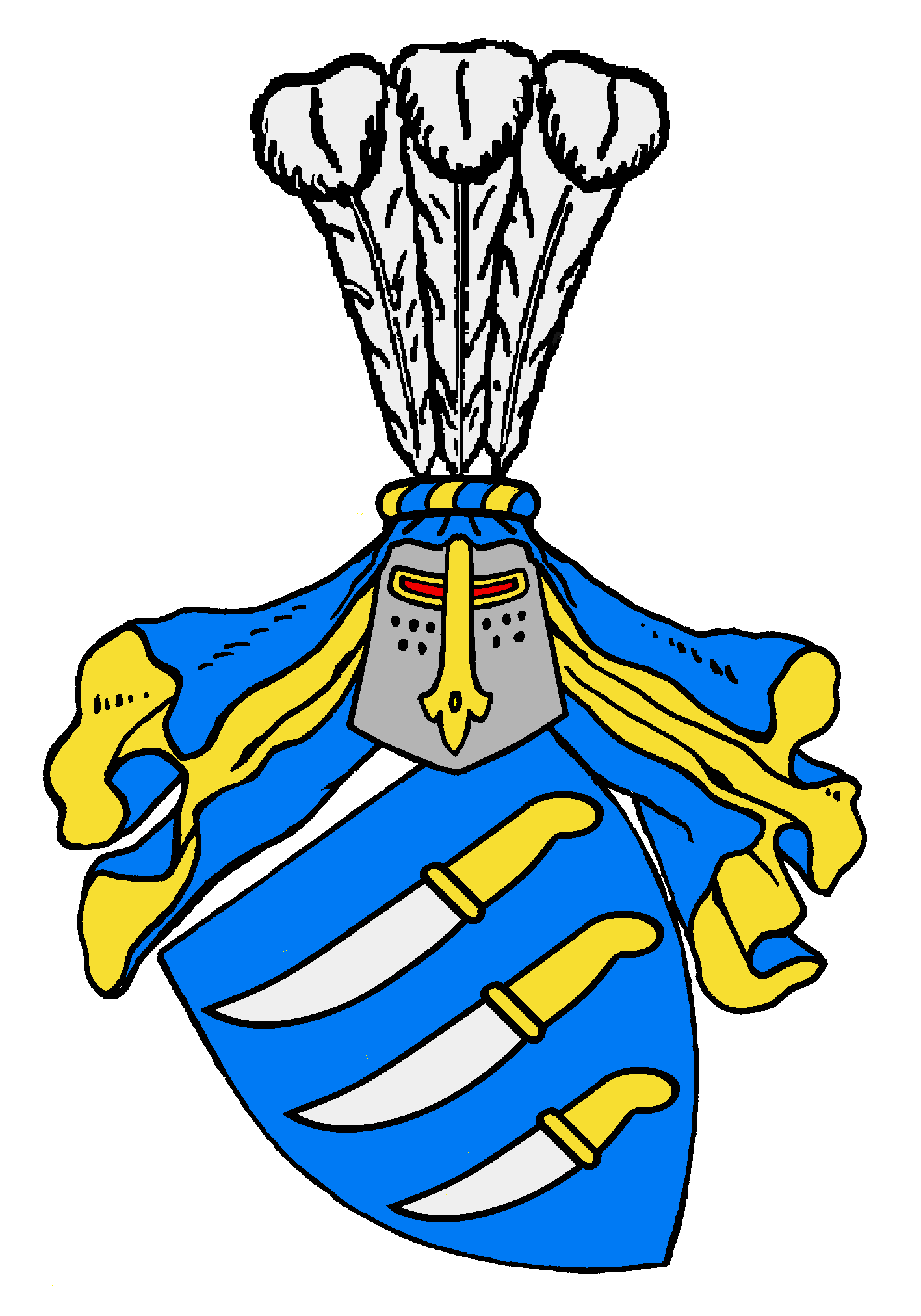
Stammwappen derer von Staffeldt

Staffeldt, historisch auch Staffelde oder Staffeld ist der Name eines alten, ursprünglich altmärkischen, schon früh in Mecklenburg ausgebreitetem, später auch in Preußen und Dänemark bediensteten Adelsgeschlechts.

## Geschichte
Der gleichnamige Stammsitz Staffelde dieses ritterlichen Geschlechts liegt unweit von Osterburg in der Altmark. Hier werden die Staffeldt in den Jahren 1208 und 1215 urkundlich genannt.
Im Jahre 1274 wurde die Familie bereits auf Hökendorf bei Greifenhagen genannt.
Noch im 13. oder zu Beginn des 14. Jahrhunderts übersiedelten die Staffeldt nach Mecklenburg, wo sie spätestens ab 1308 das Gut Neuenkirchen für mehr als drei Jahrhunderte lang besaßen. 1523 gehörten sie zu den unterzeichnenden Geschlechtern der Union der Landstände. Weiterhin konnte die Familie im Stargarder Land die Güter Brunn, Gadebehn, Gahlenbeck, Genzkow, Glocksin, Golm, Gördensdorf, Göteband, Grammentin, Rittmanshagen und Wanzka zeitweise an sich bringen und teilweise bis in das vorige Jahrhundert in ihrem Besitz halten.
Bereits vor dem 18. Jahrhundert gelangten die Staffeldt auch nach Dänemark.
Dort konnten einzelne Angehörige u. a. beim Militär herausragende Stellung einnehmen, wie etwa:
- Adolph Friedrich von Staffeldt (* 1660; † 1735), Generalmajor der königlichen Leibdragoner
- Christian Friedrich von Staffeldt (* 1671; † 1741), Oberst und Kommandeur des königlichen Grenadierkorps
- Bernhard Ditlef von Staffeldt (* 1753; † 1818), Generalleutnant und Träger des Großkreuz des Dannebrogordens

Einige Söhne der Familie dienten im 18. und 19. Jahrhundert auch als Offiziere in der preußischen Armee.

## Persönlichkeiten
- Adolph Wilhelm Schack von Staffeldt

## Wappen
Das Stammwappen zeigt im blauen Schild drei silberne Messer mit goldenen Griffen übereinander. Auf dem Helm mit blauen und goldenen Decken drei silberne Straußenfedern.